# Hexiloxifenilpropionato de nandrolona
Hexiloxifenilpropionato de nandrolona (nomes comerciais Anador, Anadur, Anadurine), também conhecido pela comunidade científica como 19-nortestosterone 17β-(3-(4-hexyloxy)phenyl)propionate, é um esteroide anabolizante, androgênico e éster da nandrolona que é comercializado em alguns países, incluindo a França, Dinamarca, Áustria, Luxemburgo, e Turquia. Foi estudado como um potencial contraceptivo masculino, porém, nunca foi prescrito para um paciente com este propósito.